# Hiromix
Hiromix (née à Tokyo le 25 septembre 1976), de son vrai nom Hiromi Toshikawa (利川 裕美), est une photographe japonaise.
Hiromix acquiert une reconnaissance après que Nobuyoshi Araki la nomme gagnante d'un concours de photographie où elle présente un photo book de 36 pages composé de simples photos, tirages couleurs.
Ce petit livre se nomme Seventeen Girl Days et il reprend une tradition au Japon : le journal de jeune fille (qu'Araki lui-même a produit).
Ce livre nous offre la vision originale d'une jeune lycéenne japonaise de 17 ans, dans un style simple et cru.
Il est constitué de photos d'animaux, de disques, d'affiches, de fleurs, d'amis et d'autoportraits.
Aujourd'hui, elle continue de publier les photos de sa vie quotidienne tout en ayant acquis une certaine renommée par ses expositions.
Elle a fait une apparition dans Lost in Translation de Sofia Coppola dont elle est l'amie.

## Prix
- 2000, Prix Ihei Kimura